# Ian Wilmut
Sir Ian Wilmut, OBE FRS FMedSci FRSE (Hampton Lucy, Warwickshire, Anglaterra, 7 de juliol de 1944 – ?, 10 de setembre de 2023) va ser un embriòleg anglès, conegut com un dels membres de l'equip que l'any 1996 van clonar per a primera vegada un mamífer de cèl·lules adultes, l'Ovella Dolly.

## Trajectòria
El 1996, Wilmut i els seus companys van crear l'ovella Dolly, el primer mamífer clonat d'una cèl·lula adulta. El seu naixement no va ser anunciar fins set mesos després, el 23 de febrer de 1997.
L'experiment va ser portat a l'Institut Roslin, un institut governamental d'investigació a prop d'Edimburg, Escòcia, i finançat pel Consell d'Investigació en Ciència Biològica i Biotecnologia del Regne Unit (Biotechnology and Biological Sciences Research Council, BBSRC). Aquest primer mamífer clonat va ser sacrificat el divendres 14 de febrer de 2003 per culpa d'una malaltia pulmonar molt comú entre les ovelles adultes.
El novembre de 2007, Wilmut va decidir apostar pel desenvolupament d'un mètode per obtenir cèl·lules mare tan versàtils com les embrionàries, sense clonar humans. Va declarar al diari britànic Daily Telegraph que tenia previst abandonar la tècnica de clonació que va fer servir per a duplicar els gens dels animals mitjançant transferència de nucli, a favor d'un sistema alternatiu que estaven desenvolupant en l'actualitat científics japonesos i que podia ser més acceptable.
Va morir el 10 de setembre de 2023, als 79 anys, després de patir una llarga malaltia de Parkinson.